# Одирне
О́дирне (болг. Одърне) — село в Плевенській області Болгарії. Входить до складу общини Пордим.

## Населення
За даними перепису населення 2011 року у селі проживали 963 особи.
Національний склад населення села:
| Національність   | Кількість осіб | Відсоток |
| ---------------- | -------------- | -------- |
| болгари          | 664            | 69,7%    |
| турки            | 276            | 29,0%    |
| не визначились   | 8              | 0,8%     |
| Всього відповіли | 952            |          |

Розподіл населення за віком у 2011 році:
Динаміка населення: